# José Joaquim Champalimaud
José Joaquim Champalimaud de Nussane de Sousa Lira e Castro de Barbosa (Valença, Fontoura, 4 de Outubro de 1771 — Elvas, 5 de Maio de 1825) foi um militar português.

## Biografia
Filho de Paul Joseph Champalimaud, Senhor de Nussane, conhecido como José Champalimaud de Nussane (Limoges, 9 de Janeiro de 1733 — Valença do Minho, São Miguel de Fontoura, Quinta de São José do Bárrio, 21 de Janeiro de 1799), Oficial de Engenharia Francês, e de sua mulher (Valença do Minho, São Miguel de Fontoura, 17 de Outubro de 1770) Clara Maria de Sousa Lira e Castro (Valença do Minho, São Miguel de Fontoura, 20 de Abril de 1751 — Valença do Minho, São Miguel de Fontoura, 22 de Dezembro de 1825), e irmão de Rosa Inácia Champalimaud de Nussane de Sousa Lira e Castro de Barbosa (Valença do Minho, São Miguel de Fontoura, 19 de Janeiro de 1774 - Valença do Minho, São Miguel de Fontoura, 26 de Fevereiro de 1845), solteira e sem geração.
Ainda criança, aos 8 anos, assentou Praça de menor no Regimento de Infantaria N.º 21, que guarnecia Valença, e, aos 19 anos, foi reconhecido Cadete, e foi transferido para o Regimento de Artilharia N.º 1, no Porto.
Aos 20 anos, em 1791, foi promovido a Oficial, e, em Fevereiro do ano imediato de 1792, foi promovido e entrou como Segundo-Tenente colocado na Companhia de Brulotes da Marinha.
A bordo quando pertencia à tripulação da fragata "D. João, Príncipe do Brasil", cruzou o Estreito de Gibraltar e combateu contra os Corsários Marroquinos, passando, depois, para a nau "São Sebastião". Promovido a Primeiro-Tenente em 1795, passou para o Exército de Terra no posto de Tenente.
Promovido a Capitão em 1797, foi colocado, de volta, ao Regimento de Infantaria N.º 21. Dirigiu umas obras de fortificação no Minho e fez a Campanha de 1801, demitindo-se em 1807, quando na Primeira Invasão Francesa o General Jean Andoche Junot entrou em Portugal, por não querer servir o estrangeiro, apesar da sua origem paterna.
Quando rebentou a Revolução contra os Franceses, no posto de Major, tomou parte activa na luta, sendo logo promovido ao posto de Tenente-Coronel, em 1808. No ano seguinte, em 1809, distinguiu-se na Defesa do Porto, durante a Segunda Invasão Francesa, sendo promovido a Coronel nesse mesmo ano.
Entrou na Batalha do Buçaco, durante a Terceira Invasão Francesa, comandando uma Brigada composta pelo Regimento de Infantaria N.º 9 e pelo Regimento de Infantaria N.º 21, e, à frente dela, foi nomeado Brigadeiro, alcançando grande fama na Guerra Peninsular. À Brigada do seu comando se deveu, em grande parte, a Tomada de Badajoz. José Joaquim Champalimaud viria a distinguir-se durante as invasões napoleónicas em Portugal, tendo recebido as mais altas condecorações a que fazem referência vários despachos de diferentes chefes militares, nomeadamente do General Wellington e citado no Parlamento Britânico a 27 de Abril de 1812.
A 2 de Julho de 1812, depois de brilhante folha de serviços no Exército, foi designado e nomeado Governador da Praça-Forte de  Valença. Foi promovido a Marechal-de-Campo em 1815. Quando faleceu, dez anos depois, em 1825, ocupava o posto de Governador da Praça-Forte de Elvas.
Foi Fidalgo da Casa Real.
Casou em 25 de Março de 1801 com sua prima Maria Clara de Sousa Lira e Castro de Barbosa (Paredes de Coura, São Mamede de Ferreira, Casa do Paço de Ferreira, 5 de Agosto de 1779 — Lisboa, Lapa, 30 de Maio de 1833), filha de António Luís de Sousa Lira e Castro de Barbosa (c. 1740 - ?) e de sua mulher Maria Luísa Mendes da Cunha de Araújo (c. 1770 - ?), com quem teve nove filhos e filhas.

## Descendência
| Maria Clementina   | Champalimaud de Nussane de Sousa Lira e Castro de Barbosa | Paredes de Coura, Ferreira | 01.04.1802 |                                            |            |
| Carlota Casimira   | Champalimaud de Nussane de Sousa Lira e Castro            | Paredes de Coura, Ferreira | 03.09.1803 |                                            |            |
| Ana Umbelina       | Champalimaud de Nussane de Sousa Lira e Castro            | Valença                    | 23.04.1805 |                                            |            |
| Luísa Eugénia      | Champalimaud de Nussane de Sousa Lira e Castro            | Paredes de Coura, Ferreira | 16.06.1806 |                                            |            |
| José António       | Champalimaud de Nussane de Sousa Lira e Castro de Barbosa | Paredes de Coura, Ferreira | 03.08.1807 | Paredes de Coura, Casa do Paço de Ferreira | 18.07.1864 |
| António Luís       | Champalimaud de Nussane de Sousa Lira e Castro de Barbosa | Paredes de Coura, Ferreira | 03.07.1809 | Lisboa                                     | 27.07.1877 |
| Emília Cândida     | Champalimaud de Nussane de Sousa Lira e Castro            | Valença                    | 04.09.1813 |                                            | 31.01.1877 |
| Guilhermina Amália | Champalimaud de Nussane de Sousa Lira e Castro            | Valença                    | 19.05.1815 | Lisboa                                     | 03.08.1860 |
| Joaquim Carlos     | Champalimaud de Nussane de Sousa Lira e Castro            | Tomar, São João Baptista   | 13.03.1821 | Grândola                                   | 21.07.1856 |